# 석성중학교
석성중학교(石城中學校)는 대한민국 충청남도 부여군 석성면 증산리에 있는 공립 중학교이다.

## 학교 연혁
- 1971년 1월 16일 : 석성중학교 설립 인가(남, 여 12학급)
- 1971년 3월 8일 : 개교 및 입학식(282명)
- 2024년 1월 8일 : 제51회 졸업식(졸업생누계 7,819명)
- 2024년 3월 1일 : 제25대 배원식 교장 부임
- 2024년 3월 4일 : 제54회 입학식(입학생 19명)
- 2025년 1월 8일 : 제52회 졸업식(졸업생누계 7,838명)
- 2025년 3월 1일 : 제26대 김동춘 교장 부임
- 2025년 3월 4일 : 제55회 입학식(입학생 18명)

## 참고 자료
- 석성중학교 - 한국교육학술정보원 학교알리미